# Trichogalumna nipponica
Trichogalumna nipponica är en kvalsterart som först beskrevs av Aoki 1966.  Trichogalumna nipponica ingår i släktet Trichogalumna och familjen Galumnidae. Inga underarter finns listade i Catalogue of Life.